# 花やしきアクターズスタジオ
花やしきアクターズスタジオ（はなやしきアクターズスタジオ）は、株式会社バンプレストの子会社であった株式会社花やしきが、タレントや声優等を育成するために経営している養成所。
不定期に、一般の人が参加できる「特待生オーディション」が行われ、合格すると特待生として無料でレッスンが受けられる。
後述する2005年に発足した少女だけのレビューチーム花やしき少女歌劇団は、花やしきアクターズスタジオを母体としている。

## 概要
東京都台東区浅草にある、遊園地浅草花やしきに併設されている。

## 主な声優出身者

### 男性
- 石目有司
- 小橋達也
- 杉山翔哉
- 高橋和也
- 高山哲平
- 前田滋矢
- 箕谷孝之
- 山口利通

特待生オーディション合格者
- 荒牧冬樹
- 久保田竜一

### 女性
- 浅草雷ギャル☆まり
- 理香

特待生オーディション合格者
- 小林未沙
- 齋藤汐里
- 三池田由紀

## 花やしき少女歌劇団
2005年に花やしきアクターズスタジオを母体に少女だけで構成された歌劇団。浅草花やしき内ステージでの舞台公演をメインに、あさくさFM内での番組提供などを行っていた。メンバーに、小児癌に罹患しながらも、18歳で死去する3ヶ月半前まで、ステージに出演し続けた木村唯がいる。
2020年（令和2年）からのコロナ禍の影響を受けて活動を休止し、2022年（令和5年）7月、運営を再開しないことが発表されている。
「花やしき少女歌劇団」の7歳から14歳までの10人あまりのメンバーで結成された新ユニット「あさくさ少女歌劇団」が『ここはふるさと 旅するラジオ』の2007年度～2014年度のテーマ曲「元気」を歌っていた。